# Grand Romantic
Grand Romantic (с англ. — «Великий романтик») — дебютный студийный альбом американского музыканта Нейта Рюсса, фронтмена таких групп, как fun. и The Format. Grand Romantic вышел в июне 2015 года на лейбле Fueled by Ramen. Продюсером альбома выступил Джефф Башкер, он же занимался продюсированием второго студийного альбома Some Nights группы fun. После того, как группа fun. ушла в отпуск, Нейт сообщил, что он работает над материалом для своего сольного проекта.
Альбом был встречен в целом положительно, но критики сказали, что это было слишком театрально с точки зрения музыки, текстов и вокальной подачи. Grand Romantic дебютировал под номером 7 в Billboard 200, также было выпущено четыре сингла: «Nothing Without Love», «AhHa», «Great Big Storm» и «What This World Is Coming To».

## История
5 февраля 2015 года fun. опубликовали на своём официальном сайте заметку для фанатов о статусе группы. Там было написано, что группа не работает над новым альбомом, а вместо этого все трое членов занимаются своими сольными проектами, в том числе и Рюсс, выпустивший дебютный студийный альбом в качестве сольного музыканта: 
fun. была создана нами тремя в тот момент, когда мы все уходили из собственных групп. Единственное, что всегда было таким особенным в группе, это то, что мы существуем как три личности в музыке, которые собираются вместе, чтобы сделать что-то вместе. Мы делаем групповые записи тогда, когда мы вдохновлены это делать. В данный момент Нейт работает над своим первым сольным альбомом, Эндрю записывает саундтреки к фильмам, а Джек отправляется на гастроли и работает над музыкой Bleachers. Мы втроём всегда следуем вдохновению, когда оно завладевает нами. Иногда это вдохновение ведёт к музыке fun., иногда ведёт к музыкальной деятельности вне группы. Мы видим это как часть экосистемы, составляющей группу fun.
 В интервью журналу Rolling Stone Рюсс добавил: 
Ты становишься немного самовлюблённым вокруг песен, которые ты пишешь, и это правда трудно делать в групповой обстановке, где два других человека, и ты должен думать о чувствах каждого. В сравнении с коллегами по группе, в работе с продюсерами эта линия менее размыта.
 Вдобавок к сольному альбому Нейт был приглашен исполнить партию на альбоме Брайана Уилсона No Pier Pressure. Уилсон, который был одним из основателей Beach Boys, сравнил голоса Рюсса и своего покойного брата и бывшего коллеги по группе Карла Уилсона. Затем певец сотрудничал в качестве приглашённого вокалиста с продюсером и частым соавтором Эмилем Хейни для записи его дебютного альбома We Fall. Далее Рюсс выпустил первый сингл со своего дебютного альбома, называющийся «Nothing Without Love». 23 февраля 2015 года сингл был послан на альтернативное радио.
Ровно через месяц Нейт сделал первое из нескольких появлений как гостевого консультанта в эпизодах восьмого сезона телешоу The Voice. 6 апреля Рюсс объявил о релизе своего дебютного альбома Grand Romantic, назначенного на 16 июня. 27 апреля Нейт выпустил дебютный трек со своего альбома, названный «AhHa».
В мае 2015 года в связи с анонсированием своего сольного тура он выпустил песню «Great Big Storm». Песня включает в себя вокал американского певца и музыканта Бека. Релиз песни стал частью обратного отсчёта к новому сольному альбому. 31 мая Нейт совершил первое сольное выступление со своей новой бэкап-группой The Band Romantic в голландском Утрехте. Сет-лист состоял из трёх уже выпущенных треков из Grand Romantic, нескольких ещё не выпущенных песен с того же альбома и песен fun. «Some Nights», «We Are Young» и «Carry On»; также на концерте он исполнил «Just Give Me a Reason». 1 июня Рюсс выпустил новую песню с альбома, названную «What This World Is Coming To».
1 января 2016 года Нейт выступал в первом перерыве Зимней классики НХЛ 2016 в Фоксборо, Массачусетс. 12 января певец выпустил музыкальный клип на песню «Take It Back» с участием актёра Патрика Фишлера, известного по ролям в телесериалах «Однажды в сказке», «Безумцы» и «Остаться в живых». Видео также включает гитарное соло Джеффа Твиди из альтернативной рок-группы Wilco.

## Список композиций
| №   | Название                                      | Автор(ы)                                            | Длительность |
| --- | --------------------------------------------- | --------------------------------------------------- | ------------ |
| 1.  | «Grand Romantic (Intro)»                      | Роджер Мэннинг                                      | 0:43         |
| 2.  | «AhHa»                                        | Джефф Башкер Эмиль Хейни Джош Клингхоффер Нейт Рюсс | 4:24         |
| 3.  | «Nothing Without Love»                        | Башкер Хейни Клингхоффер Рюсс                       | 3:56         |
| 4.  | «Take It Back»                                | Башкер Хейни Рюсс                                   | 4:24         |
| 5.  | «You Light My Fire»                           | Башкер Хейни Рюсс                                   | 3:12         |
| 6.  | «What This World Is Coming To» (при уч. Бека) | Башкер Бек Хейни Рюсс                               | 4:03         |
| 7.  | «Great Big Storm»                             | Башкер Хейни Рюсс                                   | 4:01         |
| 8.  | «Moment»                                      | Башкер Хейни Рюсс                                   | 4:13         |
| 9.  | «It Only Gets Much Worse»                     | Башкер Слоун Кросли Эндрю Дост Рюсс                 | 4:18         |
| 10. | «Grand Romantic»                              | Мэннинг                                             | 3:36         |
| 11. | «Harsh Light»                                 | Джек Антонов Башкер Дост Натан Эдвард Гарольд Рюсс  | 4:51         |
| 12. | «Brightside»                                  | Башкер Хейни Мэннинг Рюсс                           | 4:35         |

## Позиции в чартах
| Чарт (2015)                     | Позиция в чарте |
| ------------------------------- | --------------- |
| Австралия (ARIA)                | 61              |
| Италия (Classifica album)       | 94              |
| Швейцария (Schweizer Hitparade) | 56              |
| США (Billboard 200)             | 7               |